# Tapio Heikkilä
Tapio Heikkilä (Espoo, 8 aprile 1990) è un ex calciatore finlandese, di ruolo difensore.

## Carriera

### Nazionale
Ha giocato nelle nazionali giovanili finlandesi Under-19 ed Under-21.
A cavallo tra il 2014 ed il 2016 ha giocato 2 partite con la maglia della nazionale maggiore finlandese.

## Palmarès

### Club

#### Competizioni nazionali
- Campionato finlandese: 1

HJK: 2013
- Coppa di Finlandia: 1

Honka: 2012